# Joseph Cao
Joseph Cao (Cidade de Ho Chi Minh, 13 de março de 1967) é um político e advogado americano. É membro do Partido Republicano dos Estados Unidos. Em dezembro 2008 foi eleito à Câmara dos Representantes dos Estados Unidos pelo estado do Luisiana. É a primeira pessoa vietnamita eleita a esta organização.
Joseph Cao nasceu em Saigon em 1967. Saiu de Vietname do Sul em 1976 aos Estados Unidos com suas mãe e irmãs.